# Charles Waldron
Charles Waldron, född 23 december 1874 i Waterford, New York, död 4 mars 1946 i Hollywood, Los Angeles, Kalifornien var en amerikansk skådespelare. Waldron medverkade i över 60 filmer, och gjorde över 40 scenroller på Broadway mellan 1909 och 1946.

## Filmografi
- 1935 – Raskolnikov
- 1935 – En fånge har rymt!
- 1937 – The Emperor's Candlesticks
- 1938 – Fullblod
- 1939 – På ärans fält
- 1939 – Mannen från andra sidan
- 1940 – Mordet i tredje våningen
- 1940 – En kväll att minnas
- 1941 – Hemliga Higgins
- 1942 – Kvinnohjärtan på villovägar
- 1942 – Slumpens skördar
- 1946 – Utpressning